# Zbigniew Zenon Puchalski
Zbigniew Zenon Puchalski (ur. 20 grudnia 1933 w Białymstoku) – polski lekarz, specjalista z zakresu chirurgii ogólnej, profesor nauk medycznych, rektor Akademii Medycznej w Białymstoku (1987-1990; 1999-2002), rektor Wyższej Szkoły Medycznej w Białymstoku (2009-2017).

## Edukacja
Urodził się w Białymstoku jako syn Bolesława i Sabiny z domu Słomińskiej. Rozoczętą w 1940 naukę w Szkole Podstawowej nr 7 kontynuował podczas wojny w formie tajnego nauczania. W 1946 został uczniem Państwowego Gimnazjum i Liceum nr 1 w Białymstoku. W 1951 otrzymał świadectwo dojrzałości i rozpoczął studia na Wydziale Lekarskim Akademii Medycznej w Białymstoku (AMB). 
Podczas studiów był członkiem studenckiego koła naukowego funkcjonującego przy I Klinice Chirurgicznej, w której został jeszcze w trakcie studiów pracownikiem na stanowisku młodszego asystenta. Działał w Radzie Uczelnianej Zrzeszenia Studentów Polskich (ZSP), w Zarządzie Uczelnianym Akademickiego Związku Sportowego (AZS), śpiewał w chórze AMB. Studia ukończył w 1957 z drugim rocznikiem absolwentów uczelni.

## Kariera naukowa
W latach 1957-1958 pracował na etacie asystenta w Wojewódzkim Szpitalu im. J. Śniadeckiego w Białymstoku i następnie ponownie w I Klinice Chirurgicznej. Stamtąd został przeniesiony do odbycia służby wojskowej na Oddziale Chirurgicznym Szpitala MSW w Białymstoku w latach 1964-1966, którą zakończył w stopniu kapitana rezerwy.
Specjalizację I stopnia z zakresu chirurgii ogólnej zdobył w 1961 a II stopnia w 1965. W 1966 powrócił do I Kliniki Chirurgicznej a w 1967 jednocześnie podjął pracę w Poradni Chirurgicznej Obwodowej Przychodni PKP w Białymstoku.
Po obronie pracy Zmiany czynnościowe i morfologiczne nerek we wstrząsie krwotocznym. Badania kliniczne i doświadczalne. w 1969 otrzymał tytuł doktora nauk medycznych. Natomiast w 1974 na podstawie rozprawy Radiokompetycyjna ocena kortyzolu i parametrów wiązania kortyzolu z białkami osocza w przebiegu chirurgicznego leczena wola nadczynnego uzyskał stopień naukowy doktora habilitowanego. 
W 1976 został kierownikiem I Kliniki Chirurgii Ogólnej i Endokrynologicznej AMB; funkcję tę pełnił przez 28 lat, do momentu przejścia na emeryturę w 2004.
Odbył staże specjalistyczne m.in. w Bratysławie (1975, 1980), Kownie (1976), Leeds (1977), Bradford, Kijowie (1981), Huddinge i Uppsali (1982), Edynburgu i Cardiff (1985), Rouen (1985), Louisville (1985).
Tytuł profesora nadzwyczajnego otrzymał w 1982 a zwyczajnego w 1988.

## Działalność kliniczna i badawcza
Jako uczeń prof. Feliksa Oleńskiego i doc. Antoniego Tołłoczki wywodzących się z tradycji Uniwersytetu Stefana Batorego w Wilnie, kontynuował i rozwijał na Podlasiu wileńską szkołę chirurgii, która przeistoczyła się z czasem w szkołę białostocką. Uważany jest za twórcę białostockiej współczesnej szkoły chirurgii endokrynologicznej. Kierowana przez niego klinika stała się jednym z wiodących w Polsce ośrodków chirurgicznych w zakresie chirurgii przewodu pokarmowego, trzustki oraz narządów endokrynnych. 
Wprowadził nowe metody diagnostyczne w chorobach tarczycy ułatwiające wczesne rozpoznanie nowotworów tarczycy. Jako pierwszy opublikował w piśmiennictwie polskim doniesienie o całkowitym usunięciu trzustki. Prowadził badania w zakresie doświadczalnego wstrząsu krwotocznego.
Od 1986 uczestniczył z zespołem kliniki w ogólnopolskim programie Komitetu Badań Naukowych (KBN) Optymalizacja leczenia raka żołądka, w latach 1997-1999 koordynował krajowy program KBN Optymalizacja metod wykrywania i leczenia raka trzustki, a w latach 2003-2006 kierował programem interdyscyplinarnym KBN dotyczącym klinicznej i doświadczalnej oceny komórek C tarczycy.  

## Aktywność podczas emerytury
Po przejściu na emeryturę, nadal pracował jako nauczyciel akademicki, ale także w szpitalu. Od listopada 2004 przez ponad pięć lat operował na Oddziale Chirurgicznym Wojewódzkiego Szpitala Zespolonego w Białymstoku. 
Na Wydziale Pielęgniarstwa Wyższej Szkoły Agrobiznesu (obecnie: Międzynarodowa Akademia Nauk Stosowanych) w Łomży od 2005 prowadził zajęcia z chirurgii, w 2009 został dziekanem Wydziału, a następnie prorektorem uczelni ds. badań naukowych.
Wykłady prowadził również w Wyższej Szkoły Medycznej w Białymstoku, gdzie od 2007 pełnił funkcję prorektora ds. medycznych i klinicznych oraz kierownika  Katedry Ratownictwa a w 2009 objął stanowisko rektora do 2017.
W 2023 podczas XV Konferencji Chirurgicznej „Zdarzenia niepożądane w chirurgii małoinwazyjnej”, organizowanej corocznie przez I Klinikę Chirurgii Ogólnej i Endokrynologicznej Uniwersytetu Medycznego w Białymstoku, której był kierownikiem przez wiele lat, uczestniczył jako gość honorowy obchodząc swój jubileusz 90. urodzin.

## Dorobek naukowy i dydaktyczny
Pod jego kierunkiem ponad 30 osób uzyskało specjalizację z chirurgii ogólnej. Był promotorem 25 przewodów doktorskich i opiekunem 9 przewodów habilitacyjnych. Pięciu jego uczniów uzyskało tytuł profesora.
Autor lub współautor 625 prac i komunikatów zjazdowych w tym 156 zamieszczonych w czasopismach i pamiętnikach zjazdowych obcojęzycznych, oraz 25 rozdziałów w podręcznikach. Czynnie uczestniczył w 250 krajowych i zagranicznych spotkaniach naukowych.
Członek komitetów redakcyjnych: "Nowa Klinika"; "Medycyna Praktyczna"; "Hepato-Gastroenterology" – (Surgical Section and Regional Editor in Poland (do 2011); "Langenbeck's Archives of Surgery"; "Polski Przegląd Chirurgiczny" (1982-2009); Fundacja "Przegląd Chirurgiczny" – Chirurgia Trzustki (1997).

## Zarządzanie Akademią Medyczną
W latach 1982-1987 był prorektorem ds. dydaktyczno-wychowawczych. 
Następnie dwukrotnie pełnił urząd rektora AMB w latach 1987-1990 i 1999-2002.
Podczas jego pierwszej kadencji jako rektora, utworzono m.in. Zakład Chemii i Analizy Leków. W Państwowym Szpitalu Klinicznym (PSK) w wyniku podziału Kliniki Chirurgii Klatki Piersiowej, Serca i Naczyń, powstały Klinika Chirurgii Klatki Piersiowej i Klinika Chirurgii Naczyń i Transplantacji. Powołany został trzeci w kraju Terenowy Oddział Centrum Medycznego Kształcenia Podyplomowego. Przy Wojewódzkim Szpitalu Zespolonym im. J. Śniadeckiego utworzono Zespół Nauczania Klinicznego.   
W 1987 podpisano umowę o współpracy z Instytutem Medycznym w Grodnie a w 1988 umowę z Instytutem Medycznym w Kownie o wymianie studentów. Zawarto porozumienie z Międzynarodową Federacją Organizacji Studenckich IFMSA. W 1987 rozpoczęto też m.in. współpracę z Międzyzakładowym Klubem Sportowym Budowlani "Jagiellonia" w zakresie działalności diagnostyczno-leczniczej, profilaktycznej i rehabilitacyjnej.   
28 czerwca 1989 Senat AMB podjął uchwałę o zaniechaniu używania imienia J. Marchlewskiego jako patrona uczelni.    
Ukończony został pierwszy etap budowy Dziecięcego Szpitala Klinicznego (DSK). Przy szpitalu powstał z inicjatywy aktora Zygmunta Kęstowicza jedyny w regionie Ośrodek Wczesnej Pomocy Dzieciom Upośledzonym Umysłowo.   
W trakcie drugiej rektorskiej kadencji prof. Puchalskiego, utworzone zostały m.in. Zakład Stomatologii Dziecięcej, Zakład Pielęgniarstwa Klinicznego i inne. W PSK zorganizowano Klinikę Medycyny Ratunkowej, w DSK powstała Klinika Ortopedii i Traumatologii Dziecięcej. Oddano do użytku dwa nowe budynki, dla Zakładu Pielęgniarstwa Ogólnego i dla Zakładu Dietetyki. Uruchomiono stację dializ DSK.      
W 2000 wznowiono wydawanie czasopisma akademickiego "Medyk Białostocki".      

## Udział w organizacjach i w instytucjach
- Polska Zjednoczona Partia Robotnicza – członek (1971); członek egzekutywy Komitetu Uczelnianego (1983); członek egzekutywy Komitetu Wojewódzkiego (1986): przewodniczący Komisji Zdrowia, Spraw Socjalnych i Ochrony Środowiska[1];
- Akademicki Związek Sportowy – przewodniczący Zarządu Środowiskowego;
- Podlaska Rada Olimpijska – członek;
- Klub BKS "Jagiellonia"– członek Komitetu Honorowego;
- Zespół ds. Doskonalenia Studiów Medycznych przy MZiOS – członek (1983);
- Konsultant województwa podlaskiego w zakresie chirurgii ogólnej (1990-2004)[17];
- Konsultant regionalny w zakresie chirurgii ogólnej (1995-2004)[9];
- Rada Miasta Białegostoku – radny, przewodniczący Komisji Zdrowia i Kultury Fiycznej (1997-2002);
- Fundacja "Przegląd Chirurgiczny" – członek (od 1997);
- Konferencja Rektorów Uczelni Medycznych – przewodniczący (1999-2002);
- Rada Naukowa przy Ministrze Zdrowia – członek prezydium (od 2001)[9];
- Sejmik Województwa Podlaskiego – radny, przewodniczący Komisji Zdrowia (2002-2006);
- Komitet Budowy Opery i Filharmonii Podlaskiej – Europejskiego Centrum Sztuki – członek;
- Konferencja Rektorów Akademickich Szkół Polskich – członek prezydium[2];
- Centrum Medyczne Kształcenia Podyplomowego – kierownik kursów szkoleniowych;
- Środowiskowe Kolegium Rektorów Białegostoku – przewodniczący;
- Rada Fundacji Rektorów Polskich – członek.

## Towarzystwa naukowe
- Towarzystwo Chirurgów Polskich (TChP) – członek Zarządu Głównego; Członek Honorowy (od 1997)[9]; przewodniczący (2003-2005)[18];
- Japan-Poland Society for Exchange in Surgery – członek założyciel; przewodniczący Oddziału Polskiego (1992-2004);
- Polsko-Białoruskie Dni Chirurgiczne – inspirator i organizator (1999);
- 62. Zjazd TChP w Białymstoku – przewodniczący Komitetu Organizacyjnego i Naukowego (2005)[9];
- Polskie Towarzystwo Lekarskie – członek;
- Polskie Towarzystwo Gastroenterologii – członek;
- Polskie Towarzystwo Endokrynologiiczne – członek;
- Société Internationale de Chirurgie – członek;
- International Association of Surgeons & Gastroenterologists and Oncologists – członek założyciel[1];
- European Digestive Surgery, Hepato-Pancreato Biliary Association – członek;
- European Pancreatic Club – członek;
- International Association of Pancreatology – członek;
- European Association of Surgical Science – członek;
- European Association for Endoscopic Surgery – członek;

## Odznaczenia i nagrody
- Krzyż Komandorski Orderu Odrodzenia Polski[19];
- Krzyż Oficerski Orderu Odrodzenia Polski[2];
- Krzyż Kawalerski Orderu Odrodzenia Polski[2];
- Złoty Krzyż Zasługi;
- Srebrny Krzyż Zasługi;
- Medal Komisji Edukacji Narodowej[9];
- Odznaka tytułu honorowego "Zasłużony Nauczyciel PRL";
- Złota Odznaka "Zasłużony Działacz Kultury Fizycznej";
- Złota Odznaka Olimpijska;
- Złota Odznaka AZS;
- Order św. Marii Magdaleny I st. nadawany przez Polski Autokefaliczny Kościół Prawosławny;
- Złota Odznaka honorowa „Zasłużony Białostocczyźnie”[2];
- Srebrna Odznaka honorowa „Zasłużony Białostocczyźnie”;
- Medal 40-lecia Polski Ludowej;
- Medal "Za zasługi dla Akademii Medycznej w Białymstoku";
- Medal "Za zasługi dla Akademii Medycznej w Gdańsku";
- Medal "Za zasługi dla Akademii Medycznej w Łodzi";
- Medal "Za zasługi dla Akademii Medycznej w Poznaniu";
- Medal "Academia Medica Wratislaviensis Polonia" (2002);
- Srebrny Medal TChP im. Ludwika Rydygiera (2009);
- Nagrody naukowe i dydaktyczne ministra zdrowia[9];
- Nagrody naukowe i dydaktyczne rektora AMB[9].

Został uhonorowany tytułami Doktor honoris causa przez uczelnie uniwersyteckie: Grodna, Wrocławia, Łodzi i Kielc (2018). – Profesor Puchalski był nie tylko wybitnym chirurgiem, rektorem dwóch uczelni wyższych, ale też np. członkiem zarządu – i wielkim kibicem Jagiellonii Białystok – mówił w laudacji prof. Stanisław Głuszek, ówczesny prorektor do spraw medycznych Uniwersytetu Jana Kochanowskiego w Kielcach, inicjator nadania tytułu.